# Nuthin’ but a „G” Thang
Nuthin’ but a „G” Thang – singel amerykańskiego rapera Dr. Dre, pochodzący z jego debiutanckiego albumu, The Chronic i nagrany z gościnnym udziałem Snoop Doggy Dogga. Do singla nakręcono również teledysk. „Nuthin’ but a „G” Thang” uplasował się na 2. miejscu notowania Billboard Hot 100 i 1. na Hot R&B/Hip-Hop Songs. 
W utworze użyto sampla pochodzącego z piosenki „I Want'a Do Something Freaky to You” Leona Haywooda.
Utwór został wykorzystany w grze komputerowej Grand Theft Auto: San Andreas, gdzie można go było usłyszeć w stacji radiowej Radio Los Santos.

## Notowania

### Najwyższa pozycja
| Rok  | Notowania                          | Pozycja |
| ---- | ---------------------------------- | ------- |
| 1993 | U.S. Billboard Hot 100             | 2       |
| 1993 | Hot Rap Singles                    | 1       |
| 1993 | Hot R&B Singles & Tracks           | 1       |
| 1993 | Rhythmic Top 40                    | 2       |
| 1993 | Hot Dance Music/Club Play          | 22      |
| 1993 | Hot Dance Music/Maxi-Singles Sales | 3       |
| 1994 | UK Top 75 Singles                  | 31      |
| 2006 | Hot Ringtones                      | 26      |
| 2007 | 40 Songs That Changed the World    | 38      |